# NGC 152
NGC 152 (również ESO 28-SC24) – gromada otwarta znajdująca się w gwiazdozbiorze Tukana. Należy do Małego Obłoku Magellana. Odkrył ją John Herschel 20 września 1835 roku.